# Chřestýš skalní
Chřestýš skalní (Crotalus lepidus) je jedovatý had z čeledi zmijovitých žijící na jihu Spojených států amerických a ve velké části Mexika. Herpetologům jsou známy čtyři jednotlivé poddruhy.

## Popis
Chřestýš skalní měří asi 80 centimetrů na délku a nejčastěji se vyskytuje ve skalnatých či kamenitých oblastech. Stejně, jako všichni chřestýši, má i tento druh vertikální zornice odkazující na lov především po setmění, tepločivné jamky k detekci tepla v okolí se pohybujících živočichů, i zrohovatělé články kůže na konečku ocasu, které tvoří chřestítko. Živí se savci, ještěrkami a žábami. Jedná se o živorodého tvora.

## Jed
Jed tohoto hada je hemotoxický s malým množstvím silných neurotoxinů. Ačkoliv je potenciálně nebezpečný, ve Spojených státech dosud nezpůsobil ani jedno úmrtí.